# Tinh vân Long Ngư
Tinh vân Long Ngư hay tinh vân Cá Rồng, như được biết đến với sự xuất hiện của nó trên các hình ảnh hồng ngoại, là một tinh vân phát xạ khổng lồ và khu vực hình thành sao cách Mặt Trời 32.000 năm ánh sáng theo hướng về chòm sao Nam Thập Tự (Crux).
Tinh vân Long Ngư được đặt tên theo loài cá miệng đầy răng khổng lồ được gọi là long ngư biển sâu (cá rồng biển sâu). Những ngôi sao khổng lồ trong tinh vân này thổi một bong bóng trong khí xung quanh. Bong bóng này dài hơn 100 năm ánh sáng và tạo thành miệng của cá rồng. Hai ngôi sao sáng lớn nhất hình thành nên đôi mắt của nó, được cho là những ngôi sao mới hình thành. Các ngôi sao làm nóng khí xung quanh, phát ra ánh sáng hồng ngoại. Tinh vân Long Ngư chứa một số ngôi sao lớn nhất trong dải Ngân Hà.
Tinh vân này được Mubdi Rahman và Norman Murray từ Đại học Toronto phát hiện lần đầu tiên vào năm 2010. Họ đã phát hiện ra một đám mây khí ion hóa khiến họ nghi ngờ rằng nó được hình thành từ bức xạ của các ngôi sao gần đó. Kể từ đó, hơn 400 sao dãy chính loại O và sao dãy chính loại B đã được tìm thấy, và có lý do để tin rằng nhiều ngôi sao nhỏ hơn đang ẩn náu trong cụm sao. Khí ion hóa xung quanh cụm sao này tạo ra nhiều vi sóng hơn hầu hết các cụm trong thiên hà của chúng ta, khiến tinh vân Long Ngư trở thành cụm sáng nhất và lớn nhất được phát hiện cho đến nay.
Các nghiên cứu tiếp theo đã xác nhận không chỉ có ít nhất 15 sao loại O mà còn có 3 ứng viên sao biến quang lam/sao Wolf-Rayet. Người ta cũng đã tính toán tổng khối lượng của các sao gắn với tinh vân Long Ngư là 105 khối lượng Mặt Trời, một khối lượng chỉ có thể so sánh với khối lượng của cụm siêu sao Westerlund 1, một quần tụ sao lớn nhất và tinh vân sáng nhất đã biết trong Ngân Hà.

## Đặc điểm
Do khoảng cách và vị trí của tinh vân này, nó hoàn toàn vô hình trong ánh sáng khả kiến vì bụi liên sao hấp thụ và làm đỏ ánh sáng, che giấu nó. Vì vậy, để nghiên cứu nó, quan sát các bước sóng không bị ảnh hưởng, như hồng ngoại, là bắt buộc.
Nghiên cứu được thực hiện với sự trợ giúp của Kính viễn vọng Không gian Spitzer cho thấy thiên thể này có kích thước 450 năm ánh sáng, có một khoang lớn với đường kính 100 năm ánh sáng được tạo ra bởi những trận gió sao mạnh của các sao trẻ và nặng bên trong tinh vân này.